# バレンタイン歩兵戦車
バレンタイン歩兵戦車（バレンタインほへいせんしゃ、歩兵戦車 Mk.III バレンタイン, 英語: Tank, Infantry, Mk III, Valentine）は、第二次世界大戦時のイギリスの歩兵戦車（15トン級）である。
「バレンタイン 〇（○はローマ数字）」はニックネームであり、制式名称ではない。制式名称は「歩兵戦車 Mk.III」である。

## 概要
バレンタイン歩兵戦車は、A10巡航戦車を元に開発された。ヴィッカース・アームストロング社が私案として設計し（このため"A"コードは付加されていない）、英陸軍省により1938年2月に承認された。A10巡航戦車の車台部品を流用するため、車重を16tに制限する必要があり、歩兵戦車に準じた厚さ60mm以上の装甲を備えるには、車体を小型化する必要があった。このため最初のモックアップではキューポラ付きの3名用砲塔が備えられていたが、それでは装甲厚を減らさないと重量制限に収まらず、一時は武装を15mmベサ機銃に変更することも検討された。結局二度目のモックアップでは小型の2名用砲塔に変更され、この段階ではまだ装甲が50mmから45mmと薄いままの予定だったが、1939年4月半ば陸軍省はヴィッカース社に、装甲厚60mm以上にすることを条件に当初100輌、後に300輌を量産する許可を出した。試作車を作らずいきなりの量産化であったが、既にA10にダミーウエイトを載せた車輌での試験を行っていたこともあり、1940年5月にロールアウトした最初の量産車は試験で満足のいく性能を発揮した。本車はマチルダ戦車よりは装甲が薄くエンジン出力も弱く、同程度の速度であったが、低コストで、かつ大量生産に適していた。
バレンタインという名前が付けられた経緯については、いくつかの説が存在する。もっともポピュラーなものは、陸軍省に設計が提出されたのがバレンタインデー（2月14日）だったというものだが、いくつかのソースは提出日が2月10日だったと主張している。他の説では、A10戦車やその他のヴィッカース製戦車の開発に尽力したサー・ジョン・バレンタイン・カーデン（Sir John Valentine Carden）から取られたというものがある。この他に、Valentine は Vickers-Armstrong Ltd Elswick & Newcastle-upon-Tyne. の頭文字を取ったものだという説がある。
バレンタイン歩兵戦車は1944年4月まで生産され続け、歩兵戦車だけでなく戦車全体としても、イギリス最多の生産数で、イギリス国内で6,855輌（ヴィッカース、MCCW (Metropolitan-Cammell Carriage and Wagon), BRC&W (Birmingham Railway Carriage and Wagon) ）、カナダ国内で1,420輌である。このうちイギリス製2,394輌とカナダ製1,388輌（残り32輌は訓練用にカナダ国内に保管）がレンドリースの形でソビエト軍に輸出された。これは生産されたバレンタインの約半数近くに上る。ソ連に供与された3,782両のうち、3,332両がソ連軍の元に無事に到着し、450両が輸送中に失われた。

## 戦歴

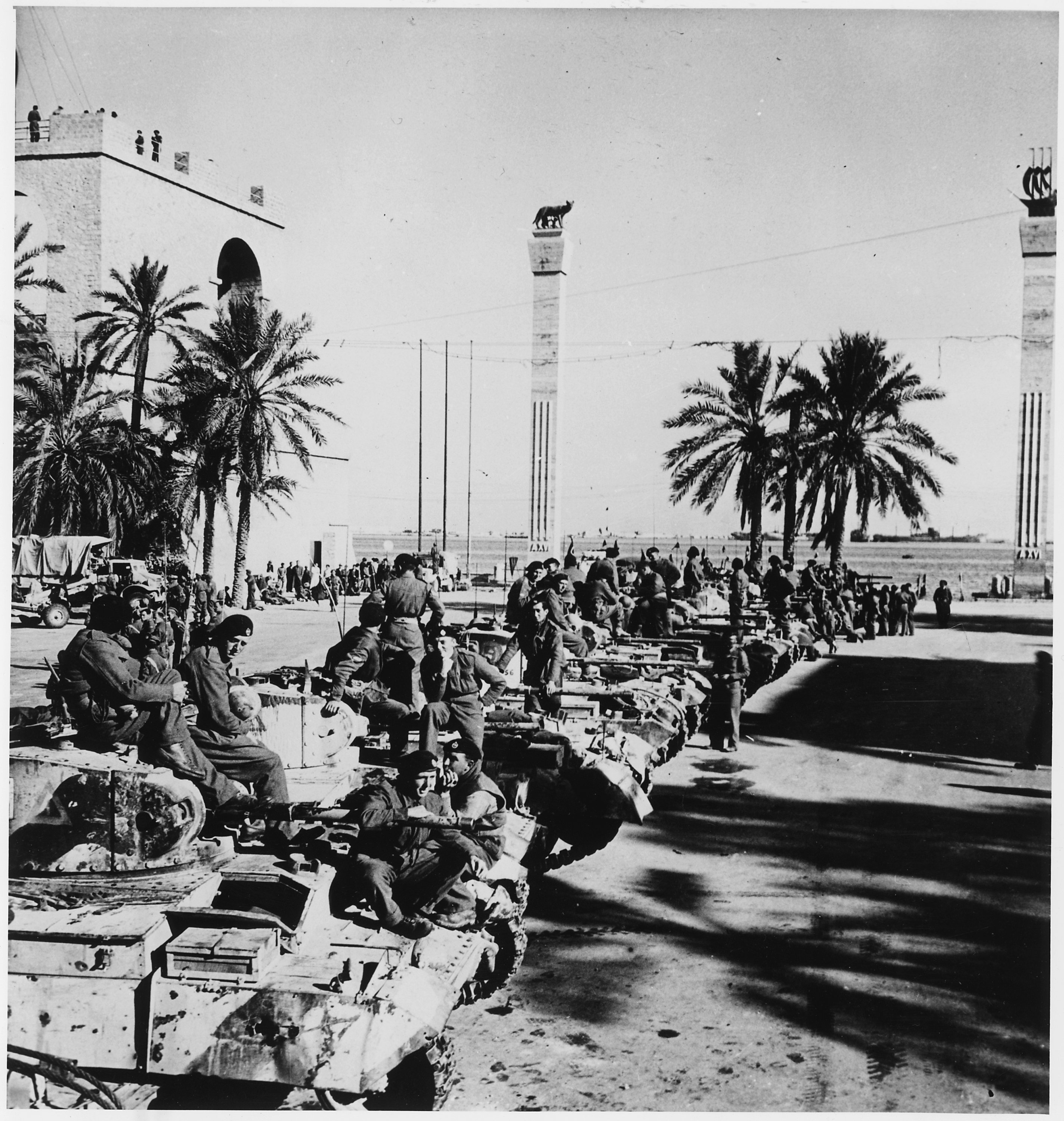
トリポリ占領後、海岸近くに集まるイギリス軍戦車群, 1942年。

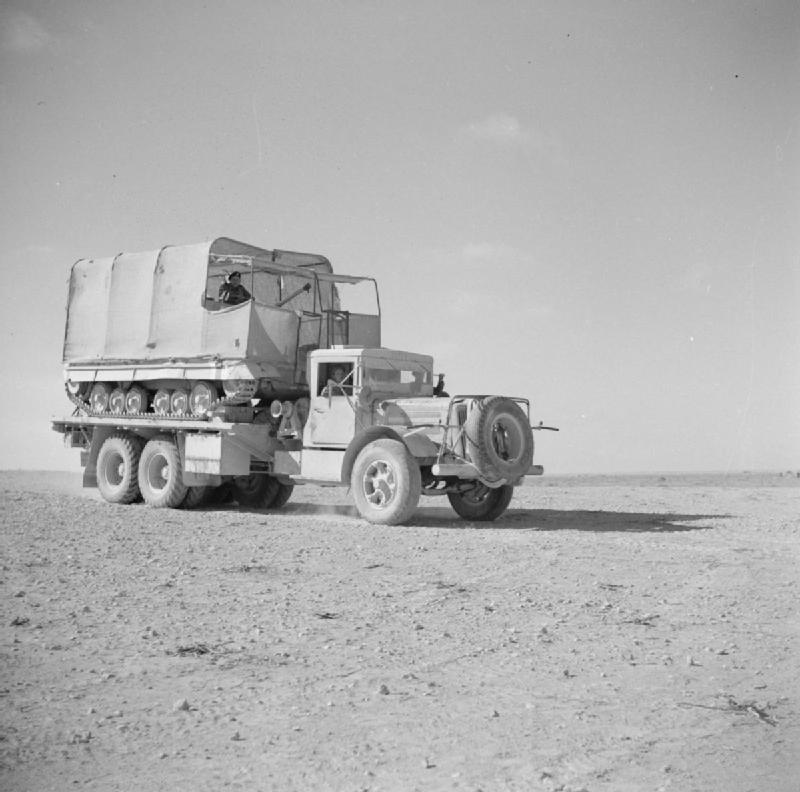
トラックに偽装して輸送されるバレンタイン, 1942年。

この戦車の初陣はクルセーダー作戦であり、これが半年後に北アフリカ戦線からほぼ姿を消すこととなる、マチルダII歩兵戦車からの装備更新の契機となった。その後も同戦線において広く運用され、初期の頃から防御力と信頼性が評価されていた。
しかし英軍戦車が共通して抱える弱点も持っていた。搭載している2ポンド砲は当時、マチルダII歩兵戦車やクルセーダー巡航戦車同様に榴弾が用意されていなかったため、敵歩兵や対戦車砲に対する攻撃力、すなわち着弾時における爆発力を欠き、対戦車砲型とともに時代遅れの装備となっていた（大戦後半にはまだ2ポンド砲を搭載していた装輪装甲車向けに、榴弾が開発されている）。車体幅の狭さからくる小さいターレット・リングと砲塔が、より威力のある砲への換装を困難にしており、後に6ポンド砲やQF 75mm砲搭載型が開発されたが、その頃には既により高性能の戦車が戦場に配備されていた。
もう一つの弱点は、小さい乗員コンパートメントと、2人用の砲塔である。装填手が搭乗できるよう砲を前方に移動しスペースをとった3人用砲塔型が開発されたが、砲を大型のものに換装したバージョンでは、再び装填手のスペースが削られた。バレンタインのターレットリング径は57.5インチ(約1460㎜)である。
1944年のヨーロッパ作戦戦域(ETO)では、前線の戦車型のバレンタインは完全にチャーチル歩兵戦車、またはアメリカ製のM4中戦車シャーマンに置き換えられ、僅かに同じシャーシを用いたアーチャー自走対戦車砲部隊の指揮戦車として少数のみが配備されていた。太平洋戦域(PTO)においては、限られた数のバレンタインが1945年5月頃まで運用された。ニュージーランド軍は供与された2ポンド砲装備のバレンタインの一部について、3インチ榴弾砲を装備するCS型（近接支援型）に改造して運用した。
バレンタインはレンドリース用として、II～V、VII、IX、Xの各型合計3,332輌がソ連軍に対し引き渡された。モスクワ攻防戦の最中である1941年11月25日から参戦、最後は満州侵攻にも参加するなど、終戦まで使われ続けた。他のレンドリース車輌同様、独ソ戦の前期には主に南部地域において用いられたが、これはイラン方面から送り込まれるペルシャ補給線があったためである。特に、カフカス方面ではこれら外国製戦車が戦力の7割以上を占めていたという。
雪中でも小型軽量であることから良好に機動し、氷結した路面で履帯にグローサーを付ける必要があると指摘された程度で、問題なく運用できた。東部戦線では履帯の連結強度の弱さと、ボギー式サスペンションの被弾に対する弱さ、主砲に榴弾が用意されていないことが問題として報告されていた。武装に関しては、1941年末にソ連製の45mm戦車砲（F-95）とDT機銃に換装、防盾を外装式に変更する試験（ZiS-95）が行われたが、ソ連軍が危機にあった時期にそこまで手間をかけて改造する余裕も無かったのと、2インチ発煙弾発射器（2 inch bomb thrower）からロシア製50mm迫撃砲弾が発射可能だったため、結局実施されなかった。また、ソ連軍の一部のバレンタインには車体下部前面および車体上部操縦区画前面に30mm程度の増加装甲板を溶接する改修が行われた。
本車はその小さいサイズと機械的信頼性、装甲の質と強度によりソ連兵には好まれ、やはり評判の良かったMk.4ペリスコープも大戦中期以降のソ連軍戦車用にコピーされて使われている。後にイギリスは新たなレンドリース用戦車としてクロムウェル巡航戦車を提案したが、ソ連はこれを拒否し、引き続きバレンタインの供与を希望している。
また、ドイツ軍は、北アフリカ戦線や東部戦線で鹵獲したバレンタインに Infanterie Panzerkampfwagen Mk.III 749(e) の形式名を付けて運用した。
第二次世界大戦後、余剰化したバレンタインの一部は、農業用トラクターに転用する目的でオーストラリアに送られた。ニュージーランド軍は1955年頃までバレンタインの運用を継続した。
1960年代のキプロス内戦では、スクラップとして輸入されたバレンタインの車体にブレン軽機関銃搭載の即製装甲砲塔を載せた戦闘車両を、ギリシャ正教徒側民兵が1両保有していた。1964年の軍事パレードでその存在が確認された。現在もこの車両はキプロス国家防衛隊が保有しており、今後設立される予定の新しい軍事博物館に展示する予定であるとされている。

## バリエーション

### 主要形式

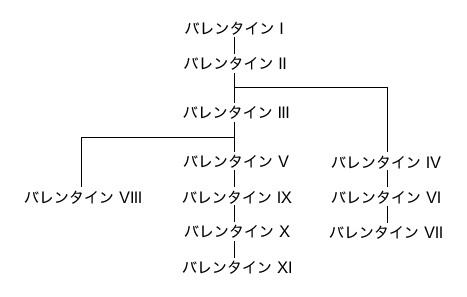
バージョンの階層

バレンタイン I
ヴィッカース社タインサイド工場で50輌、メトロポリタン・キャメル社とバーミンガム・キャリッジ＆ワゴン社で125輌ずつが量産された。当初履帯はA9やA10と同型の物だったが、強度的な問題が発生し、耐久性の高いマンガン鋼製356mm幅の物に変更された。AEC製A189ガソリンエンジン（135馬力）を搭載、オードナンスQF2ポンド砲と同軸機銃として7.92mmベサ機関銃を搭載、レイクマン式対空銃架に7.7mmブレン軽機関銃を装備することもできた。2人用の砲塔では、車長が装填手を兼ねることを強いられた。初期生産型には、後のタイプに見られる砲塔左側のピストルポートが付かない。
バレンタイン II
このモデルは700輌が製造された。基本的にバレンタイン Iと同じであるが、動力はAEC製A190ディーゼルエンジン（131馬力）に変更された。航続距離を伸ばすため、エンジン・コンパートメントの左側に外部燃料タンクが増設された。
バレンタイン III
砲塔リングの直径は大型化できなかったので、砲の取り付け位置を前進させ、後部の張り出し部も延長することで戦車長用のスペースを作り、新たに専門の装填手が搭乗できるようになった。これにより、車長の負荷が大幅に緩和され、指揮に専念できるようになった。しかし砲塔のサイズ自体はさほど変わっていないので窮屈ではあった。重量増加を軽減するため、側面の装甲が60mmから50mmに減らされた。
バレンタイン IV
IIのエンジン換装バージョンで、アメリカGMC製6004ディーゼルエンジンと、アメリカ製の変速機を搭載した。航続距離は短くなったが、エンジン音が静かになり、信頼性が向上した。
バレンタイン V
IIIのエンジン換装バージョンで、IV同様に6004エンジンと変速機を搭載したもの。
バレンタイン VI
IVのカナディアン・パシフィック社での生産型。カナダ製とアメリカ製の部品が大幅に使われている。後期に製造されたものは、装甲傾斜がゆるやかになっている。
バレンタイン VII
同じくカナディアン・パシフィック社の生産型で、VIを基礎に操縦席前端の装甲が一体鋳造式に、また7.92mm ベサ同軸機銃を7.62mm ブローニングM1919機銃に変更したもの。
バレンタイン VII A
VIIに投棄可能な増設タンク、新しい履帯、防護付きヘッドライトを備えたもの。これらカナダ製バレンタインは大半がソ連向けのレンドリースに回されている。
バレンタイン VIII
バレンタイン IIIの主砲をオードナンス QF 6ポンド砲に換装したもの。砲の大型化のために同軸機銃と2インチ発煙弾発射器が廃止（外装型の4インチ発煙弾発射器に変更）され、内部スペースの減少により砲塔乗員が2名に戻った。
バレンタイン IX
バレンタイン Vを6ポンド砲搭載版にアップグレードしたもの。VIII同様、装甲が削られている。後期に生産された300輌は、GMC製6004の165馬力バージョンのエンジンが搭載された。
バレンタイン X
新設計の砲塔を備え、165馬力のエンジンを搭載したもの。主砲は6ポンド砲。廃止されていた同軸機銃が防盾に張り出しを設けて再び搭載され、また車体が溶接組み立てに変更された。
バレンタイン XI
バレンタイン Xの主砲を、6ポンド砲と同じ砲架に搭載可能なオードナンス QF 75mm砲に換装し、GMC製6004の210馬力バージョンのエンジンを搭載したもの。1943年3月、クロムウェルに搭載するための75mm砲の試験用にバレンタインが用いられ、これが成功しバレンタインにも搭載されることになった。既に75mm砲を搭載するシャーマン戦車やクロムウェル巡航戦車、チャーチル歩兵戦車が配備されていたため、アーチャー自走対戦車砲部隊の指揮戦車としてのみ使用された。

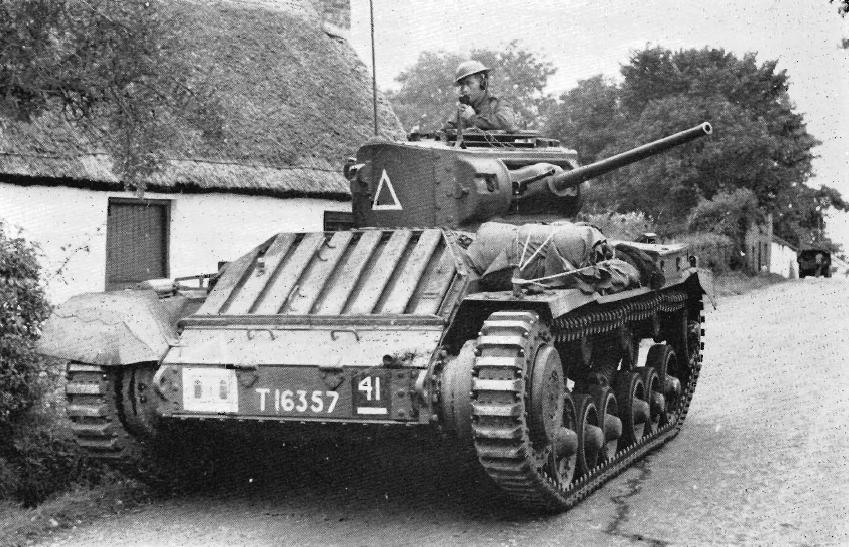
初期型履帯を装着したバレンタイン I
バレンタイン II
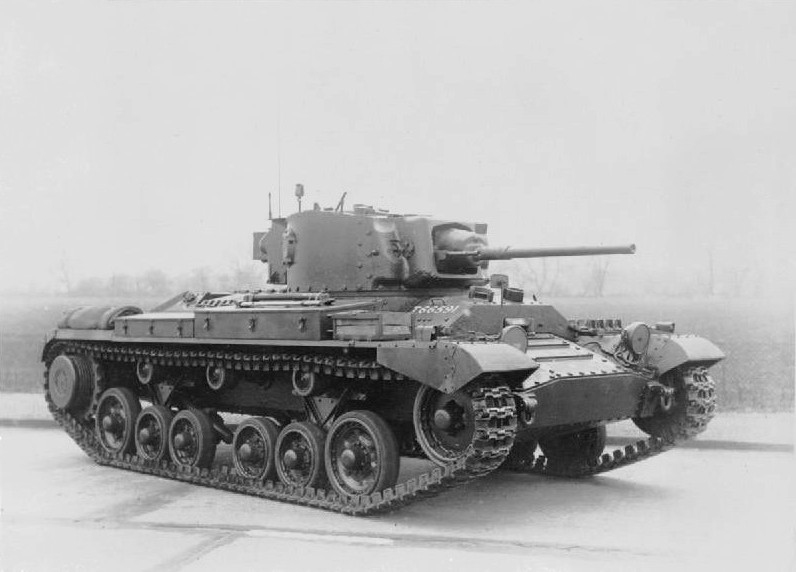
バレンタイン III
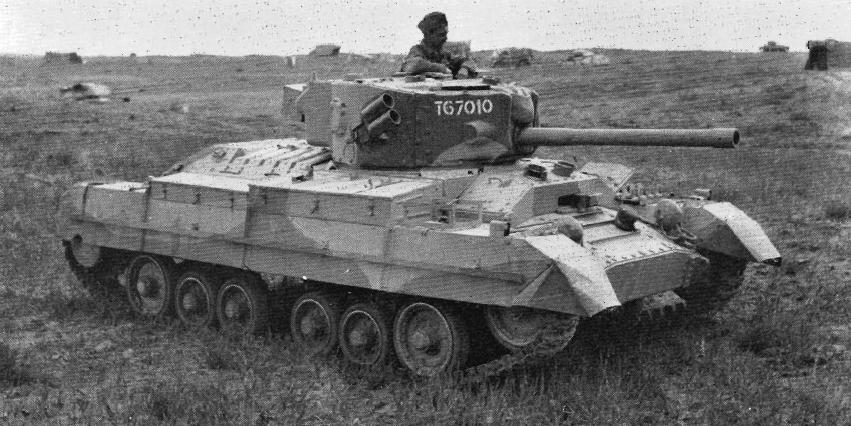
バレンタイン VIII
バレンタイン IX
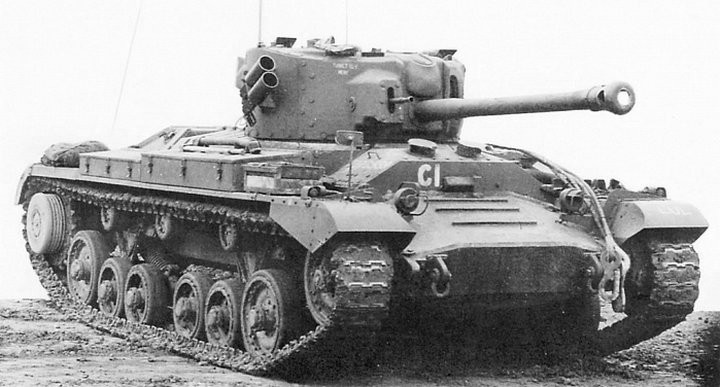
バレンタイン XI

### 特殊形式・派生型
ビショップ自走砲 (Ordnance QF 25-pdr on Carrier Valentine 25-pdr Mk 1 "Bishop")
バレンタインの砲塔を撤去し、QF 25ポンド砲を密閉戦闘室に搭載した自走砲型。1941年から42年にかけて100両が生産され、北アフリカ戦線で運用された。運用上の制約や問題点が多く、1943年頃にはM7プリースト自走砲やセクストン自走砲によって更新された。
アーチャー自走対戦車砲 (SP 17 pounder, Valentine, Mk I, Archer)
バレンタインのシャーシを延長し、車体に対して前後逆にオードナンス QF 17ポンド砲を搭載した戦車駆逐車。1943年以降に655両が生産され、西部戦線やイタリア戦線で運用された。
バレンタイン III CS (Close Support)
ニュージーランド軍が保有する18両のバレンタインIII（資料によってはバレンタインVとするものもあり）の主砲を2ポンド砲から3インチ榴弾砲に換装した近接支援型。ガダルカナル島での戦闘に使用され、1950年代まで現役であった。
バレンタイン DD
バレンタインV、IXおよびXIを水陸両用戦車 (Duplex Drive) に改造したもの。1943年から44年にかけて625両が改造された。ノルマンディー上陸作戦に使用するシャーマンDDの乗員を訓練するために使用された。
バレンタイン OP / Command
砲兵観測車および指揮車バージョンとして、ダミーの砲身を付け、追加の無線機を搭載したもの。アーチャー自走対戦車砲部隊の砲兵観測車および指揮戦車として用いられた。
バレンタイン CDL (Valentine CDL, Canal Defence Light)
CDL（運河防衛ライト）は秘匿名称で、通常の砲塔の代わりに、装甲化された強力なサーチライトを搭載する特殊仕様である。最初に実用化されたマチルダCDLの後継として、チャーチル歩兵戦車やM3グラントなどと共におそらく比較試験評価され、グラントCDLが後継として選択された。
バレンタイン・スコーピオン
地雷除去車。砲塔がなく、フレイル（Flail, 地雷を強制的に爆発させるための回転式チェーン）が取り付けられた。実戦では使用されなかった。
バレンタイン AMRA Mk Ib (Valentine AMRA, Anti Mine Roller Attachment)
ローラー式の地雷処理戦車として開発され、ノルマンディー上陸作戦で試験的に使用されたと見られる。
バレンタイン・スネーク
地雷除去車。
バレンタイン架橋戦車
バレンタイン IIの砲塔を撤去し、34フィート×9.5フィート（約10.4メートル×約2.9メートル）の、中央で折り畳まれるシザーズ式架橋と、その展開装置を搭載した架橋戦車。192両が生産され、イタリア戦線、ノルマンディー上陸以降の北西ヨーロッパ戦線、ビルマ戦線等で使用された。また1944年に25輌がソ連に供給され、うち20輌が満州侵攻で実戦投入された。
バレンタイン AT
バレンタインの砲塔を撤去し、オードナンス QF 6ポンド砲を搭載し、大型防盾および側面防弾版を備えた自走対戦車砲として1両が試作された。1942年以降、通常戦車型のバレンタイン VIII、XIに6ポンド砲が装備されるようになり、これ以上の開発は継続されなかった。
バレンタイン火炎放射戦車
2両のバレンタイン戦車にそれぞれ異なるタイプの火炎放射器を取り付けて、火炎放射車両としての運用試験（どちらのタイプがより優れているか）が行われた。1両にはコルダイト火薬を用いたシステムが搭載され、もう1両には圧縮水素ガスを用いたシステムが搭載された。試験の結果圧縮水素ガスを用いた火炎放射器の方が優れていると判断され、この技術がチャーチル・クロコダイル火炎放射戦車の開発に使用された。
バレンタイン 9.75インチ火炎迫撃砲搭載型
25ポンドのTNT焼夷弾を発射する重迫撃砲を搭載した試作車両。
バーマーク (Burmark)
架橋車両の一種で、段差などを乗越える傾斜路（Ramp）を搭載するARK（Armoured Ramp Carrier）として計画されたが、終戦により開発中止された。
ギャップ・ジャンピング・タンク (Gap Jumping Tank)
第二次世界大戦中にイギリスで計画された兵器の中でも最も奇抜なものの一つで、バレンタイン戦車の車体両サイドにロケットエンジンを取り付け、車体を"ジャンプ"させて地雷原や障害物、塹壕などを突破するというアイデアである。実際の実験ではバレンタインの車体がこのシステムで浮く事はできず、同じシステムをユニバーサル・キャリアの車体に取り付けた実験では、宙に浮いた車体が横転して落下した、という写真が残されている。

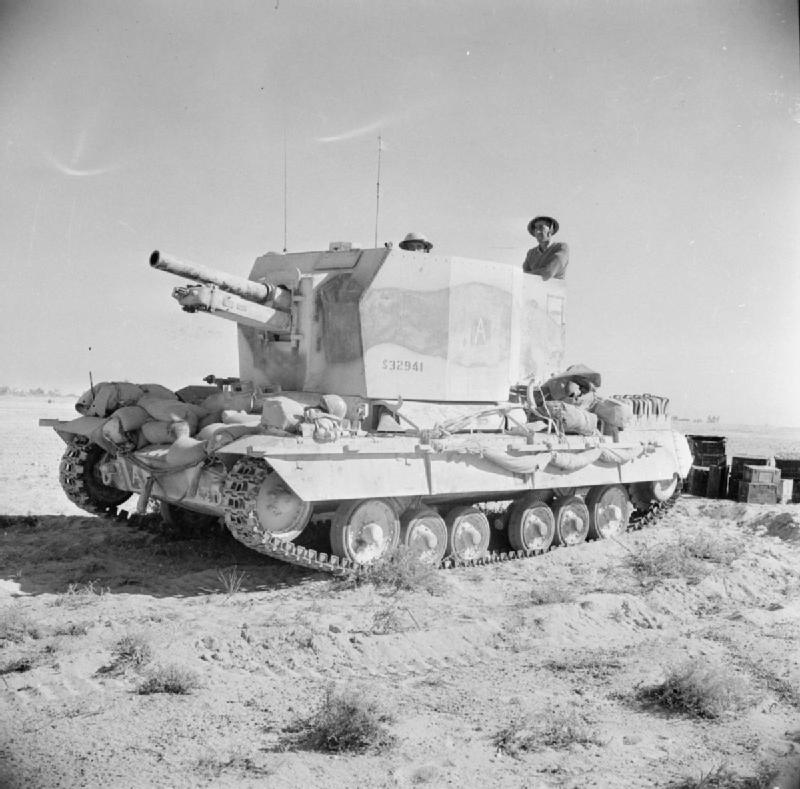
ビショップ自走砲
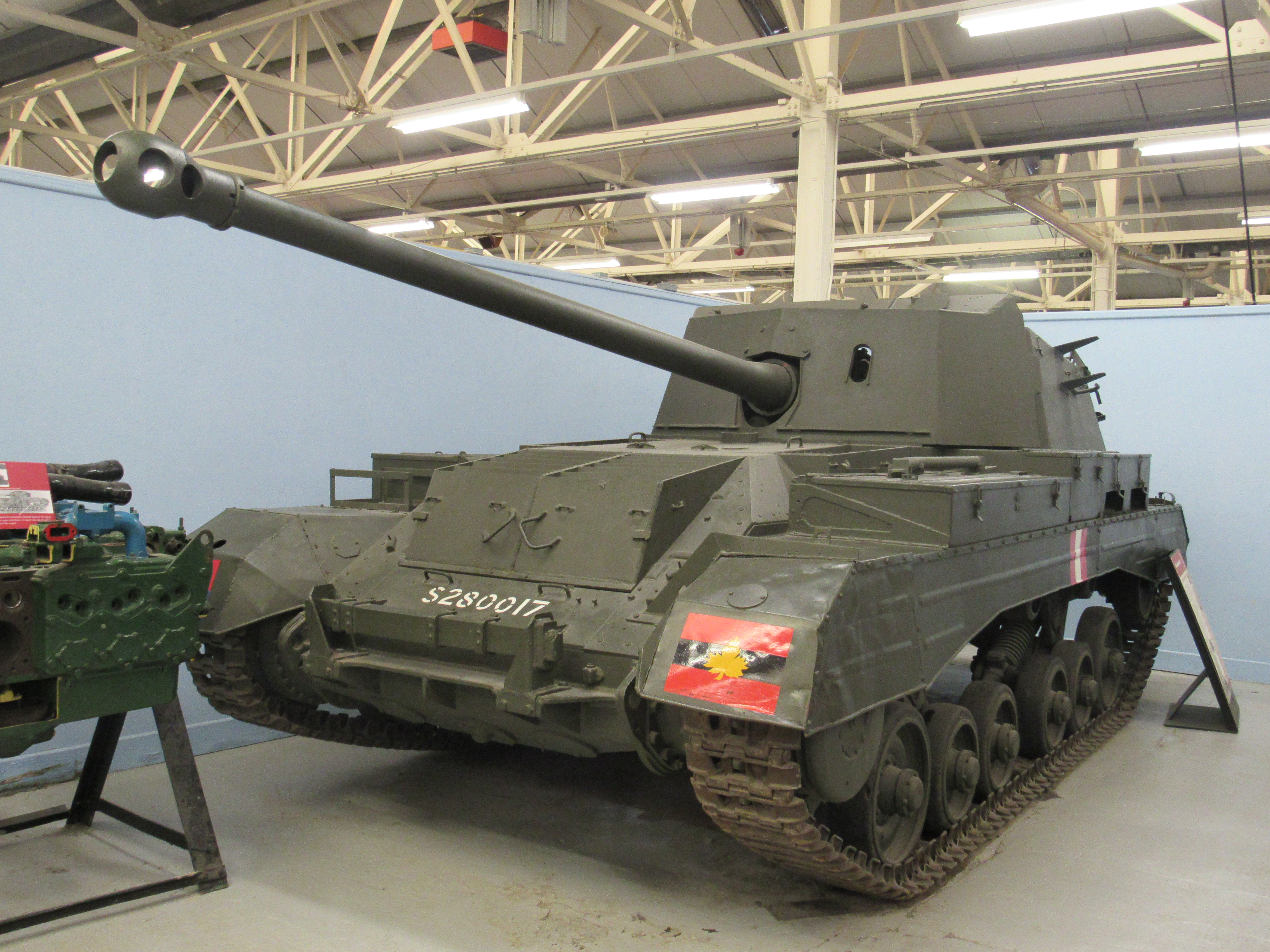
アーチャー自走対戦車砲
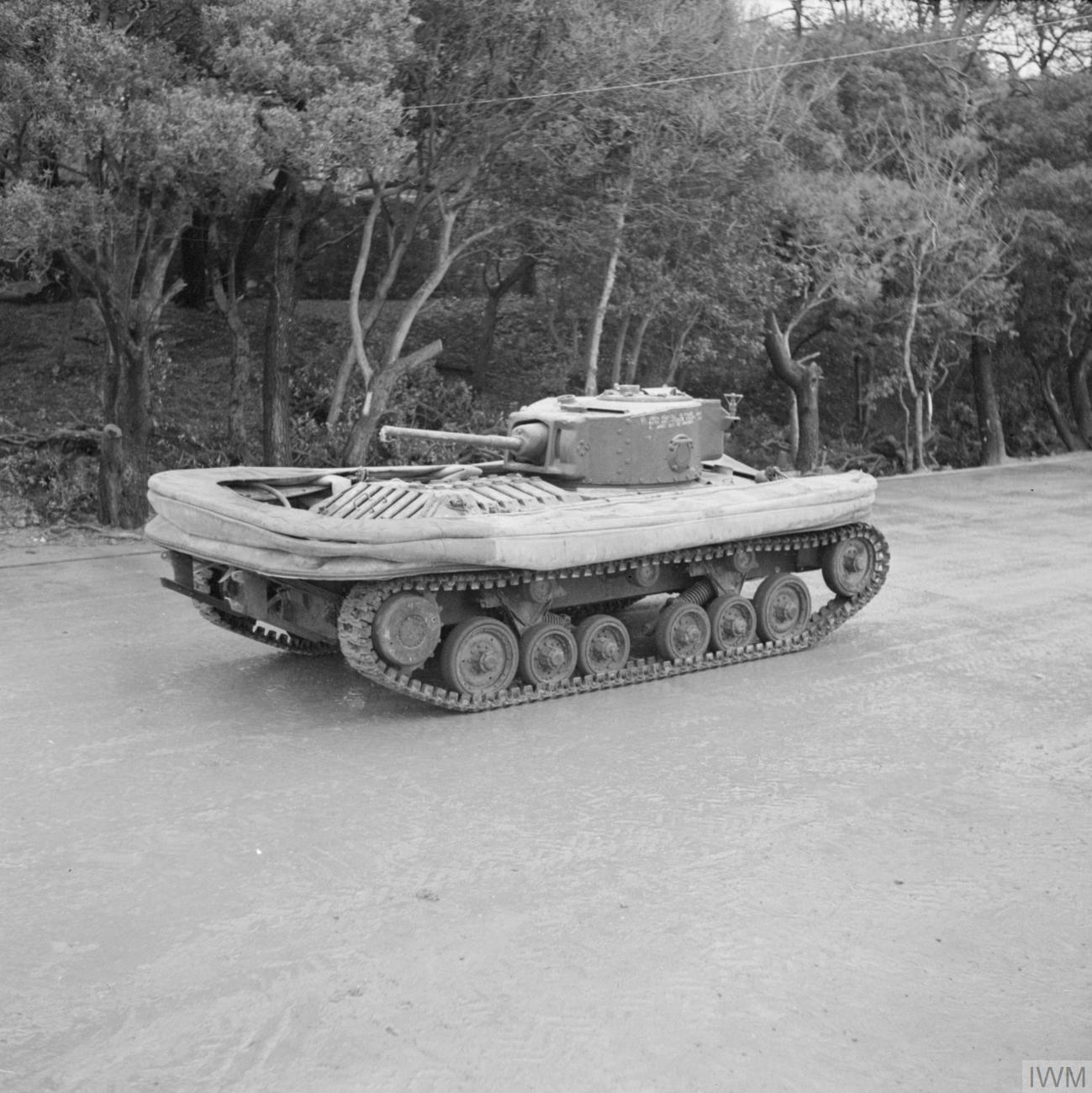
バレンタイン DD
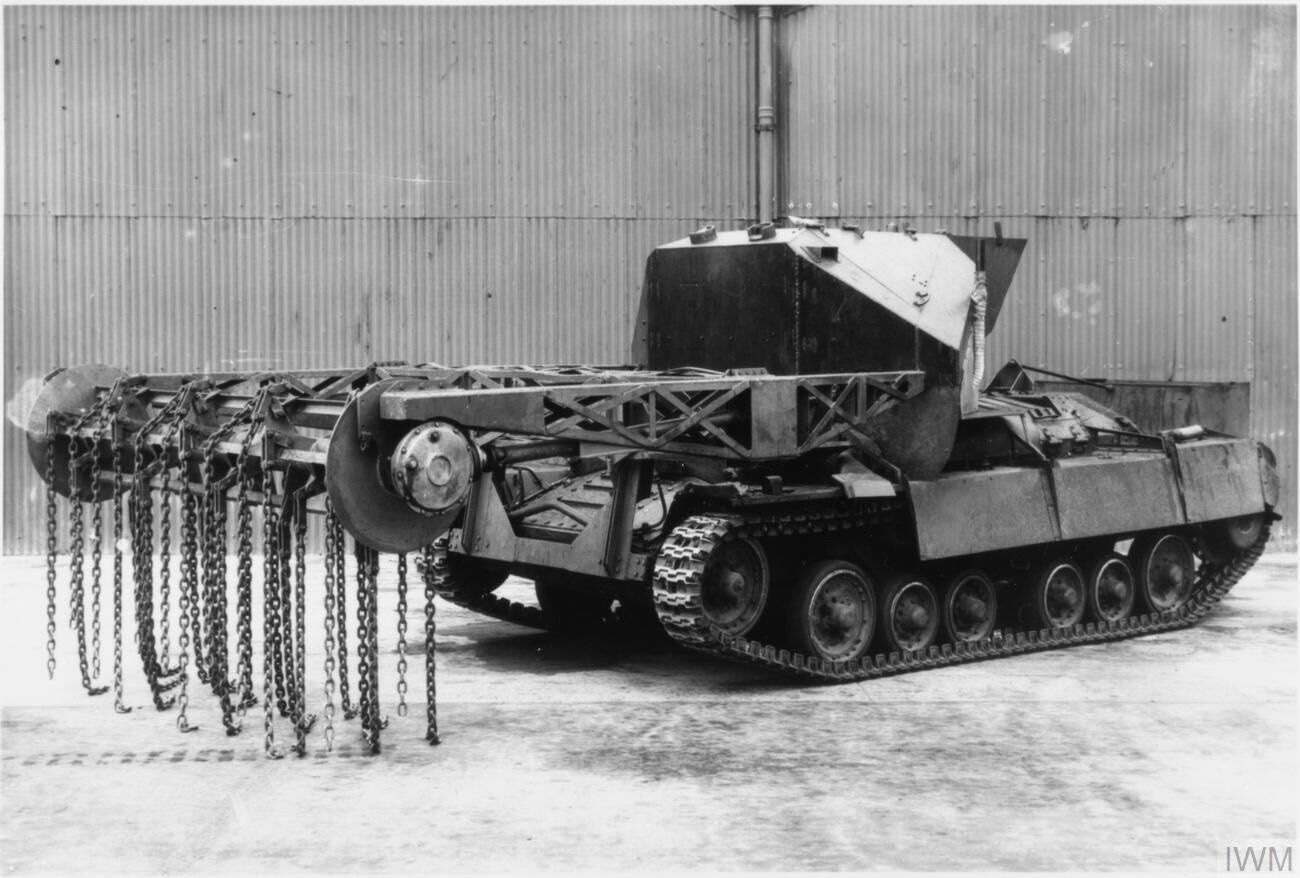
バレンタイン・スコーピオン
バレンタイン AMRA
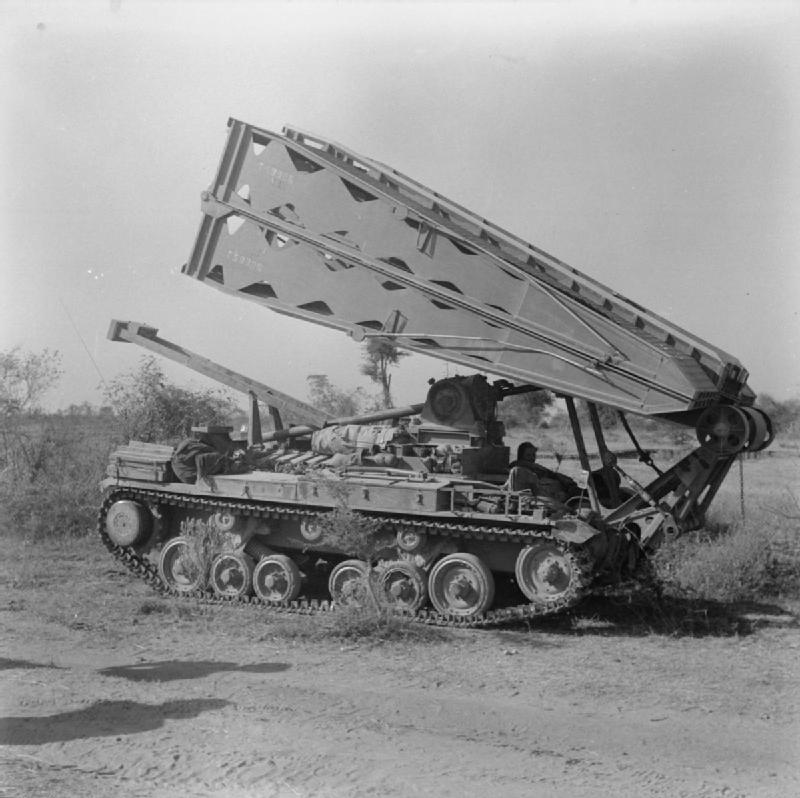
バレンタイン架橋戦車
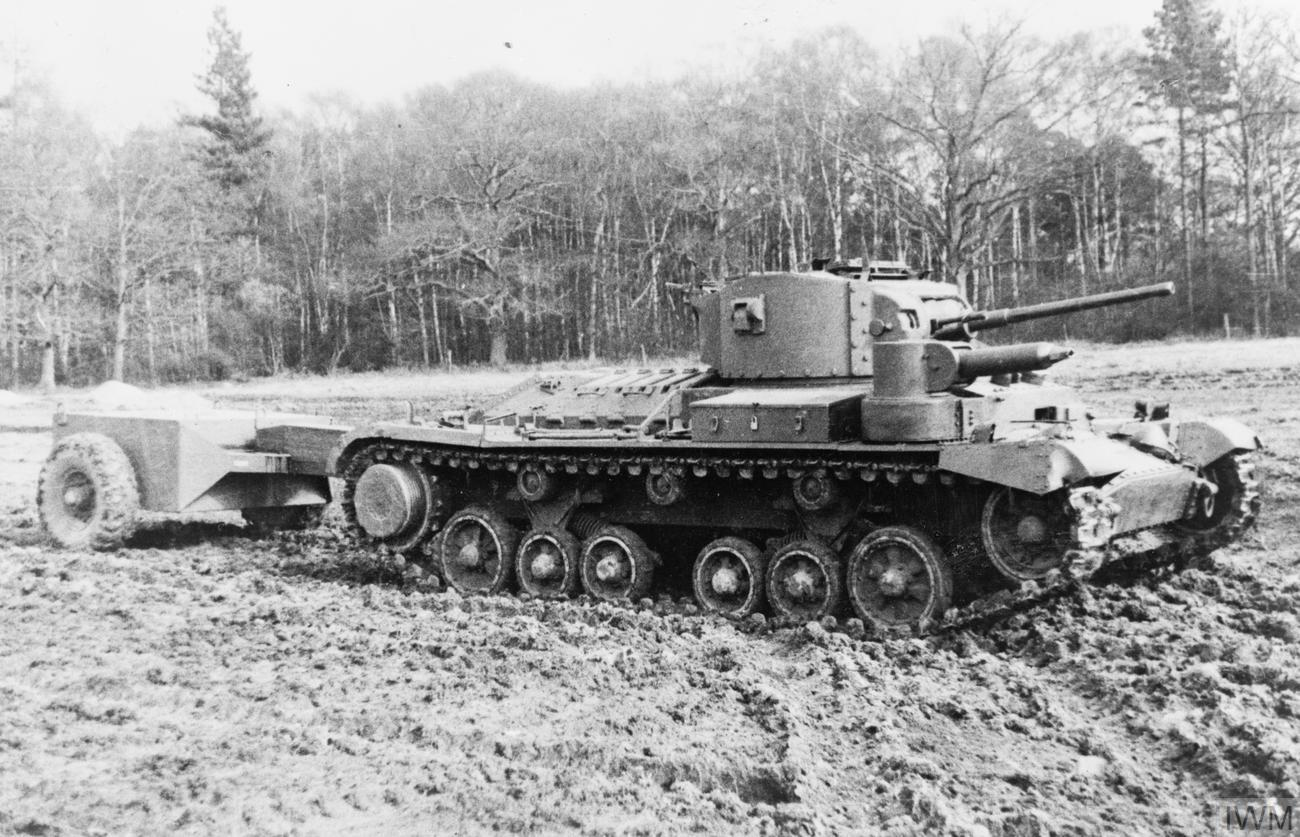
バレンタイン火炎放射型（コルダイト型）
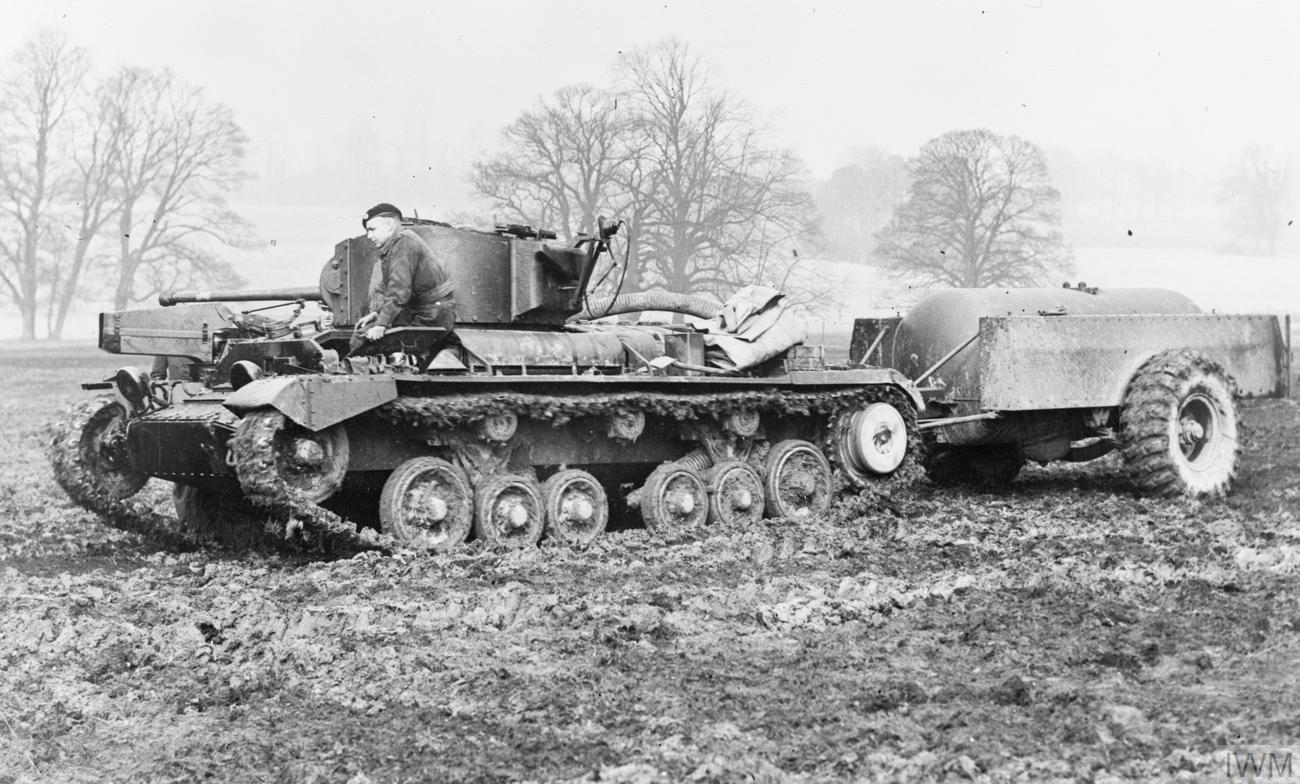
バレンタイン火炎放射型（圧縮水素型）
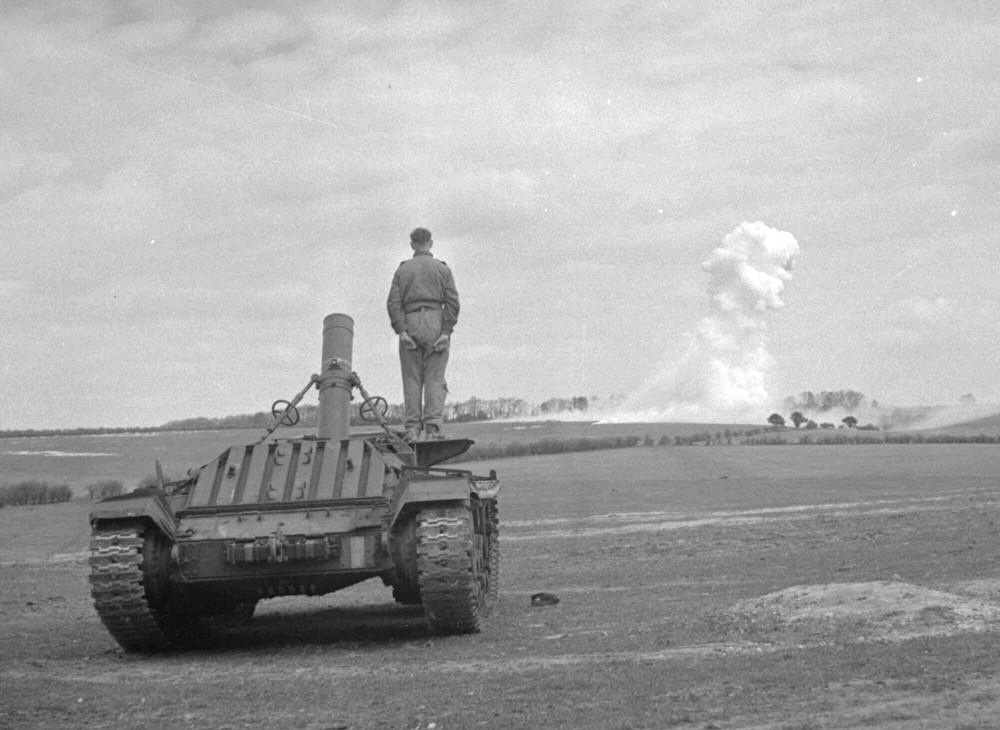
9.75インチ火炎迫撃砲搭載型

## 登場作品

### ゲーム
『War Thunder』
イギリスの中戦車（歩兵戦車）としてMk.I・Mk.IX・Mk.XIが登場。また、2月14日（バレンタインデー）に、ソ連にレンドリースされたバレンタインMK.IXがソ連ランクIIプレミアム車両として登場。
『World of Tanks』
イギリス軽戦車として登場していたが、現在新規での入手は不可。また、45mm砲を装備し、ソ連軽戦車としても登場していた。
『コンバットチョロQ』
イギリスタンクとして登場。また、アリーナのライトクラスの16番の敵として登場。
『トータル・タンク・シミュレーター』
バレンタイン自体は登場しないがイギリスにアーチャーとビショップが登場。
『バトルフィールドV』
イギリス軍の戦車としてMk.VIIIが登場。